# National Capital Wing Civil Air Patrol
A National Capital Wing Civil Air Patrol (DCWG abreviado para NatCap) é o mais alto escalão da Civil Air Patrol no distrito de Washington, D.C.. A National Capital Wing consiste em mais de 550 cadetes e membros adultos em mais de 6 localidades no Distrito de Columbia; na cidade de Alexandria, condado de Arlington e condado de Fairfax no norte da Virgínia; e no condado de Prince George's, MD.
A ala da National Capital é membro da Região do Atlântico Central da CAP juntamente com as alas dos seguintes Estados: Delaware, Maryland, North Carolina, South Carolina, Virginia e West Virginia.

## Missão
A National Capital Wing executa as três missões principais da Civil Air Patrol (CAP): fornecer serviços de emergência; oferecendo programas de cadetes para jovens; e fornecer educação aeroespacial para membros do CAP e para o público em geral.

### Serviços de emergência
A Civil Air Patrol realiza serviços de emergência em situações de emergência por meio de diversas missões, entre elas: busca e salvamento; gestão de emergência; ajuda humanitária e operações antidrogas.

### Programas de cadetes
A CAP administra um programa de cadetes com o objetivo de aprimorar as habilidades de liderança dos cadetes, cultivando o interesse pela aviação, e também para prestar serviços à Força Aérea dos Estados Unidos e à comunidade local.

### Educação aeroespacial
A CAP executa programas de educação aeroespacial internos e externos. O programa interno oferece educação aeroespacial para os membros do CAP, tanto seniores quanto cadetes. O programa externo fornece ao público em geral educação aeroespacial.

## Recursos
Em 2012, a National Capital Wing tinha 2 Cessna 172 e um Cessna 182. Eles tinham 13 veículos, principalmente vans de 9 a 10 lugares divididos entre os esquadrões. Eles tinham 5 repetidores VHF/FM e 61 estações VHF/FM, com 6 estações HF.

## Organização

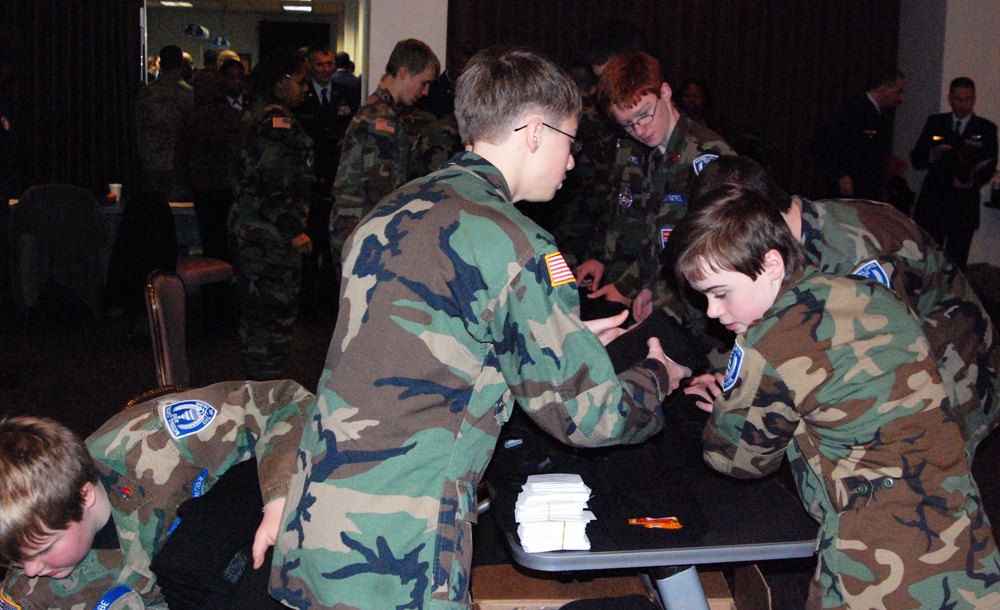
Cadetes da Civil Air Patrol da Capital Wing se preparam para distribuir equipamentos de clima frio para os aviadores da "Joint Base Andrews" em preparação para a 57ª posse presidencial.

| Código | Nome do esquadrão               | Localização        | Notas                        |
| ------ | ------------------------------- | ------------------ | ---------------------------- |
| DC026  | Arlington Composite Squadron    | Arlington          |                              |
| DC033  | Andrews Composite Squadron      | Joint Base Andrews |                              |
| DC045  | Mount Vernon Composite Squadron | Fort Belvoir       |                              |
| DC051  | Tuskegee Composite Squadron     | Washington, D.C.   | Joint Base Anacostia–Bolling |
| DC053  | Fairfax Composite Squadron      | Fairfax            |                              |
| DC060  | Challenger 1 Cadet Squadron     | Alexandria         |                              |